# Palazzo Blank
Il Palazzo Blank (in polacco Pałac Blanka) è un edificio situato in Ulica Senatorska a Varsavia, in Polonia.

## Storia
Il palazzo fu costruito tra il 1762 e il 1764 dall'architetto Szymon Bogumił Zug, per Filip Nereusz Szaniawski. Nel 1777, la proprietà fu trasferita ad un banchiere di Varsavia di origine francese, Piotr Blank, da cui prese il nome il palazzo.
Nel periodo tra le due guerre, il palazzo servì da residenza del sindaco di Varsavia, Stefan Starzyński. Fu gravemente danneggiato durante la rivolta di Varsavia del 1944 e fu ricostruito tra il 1947 e il 1949.

## Galleria d'immagini

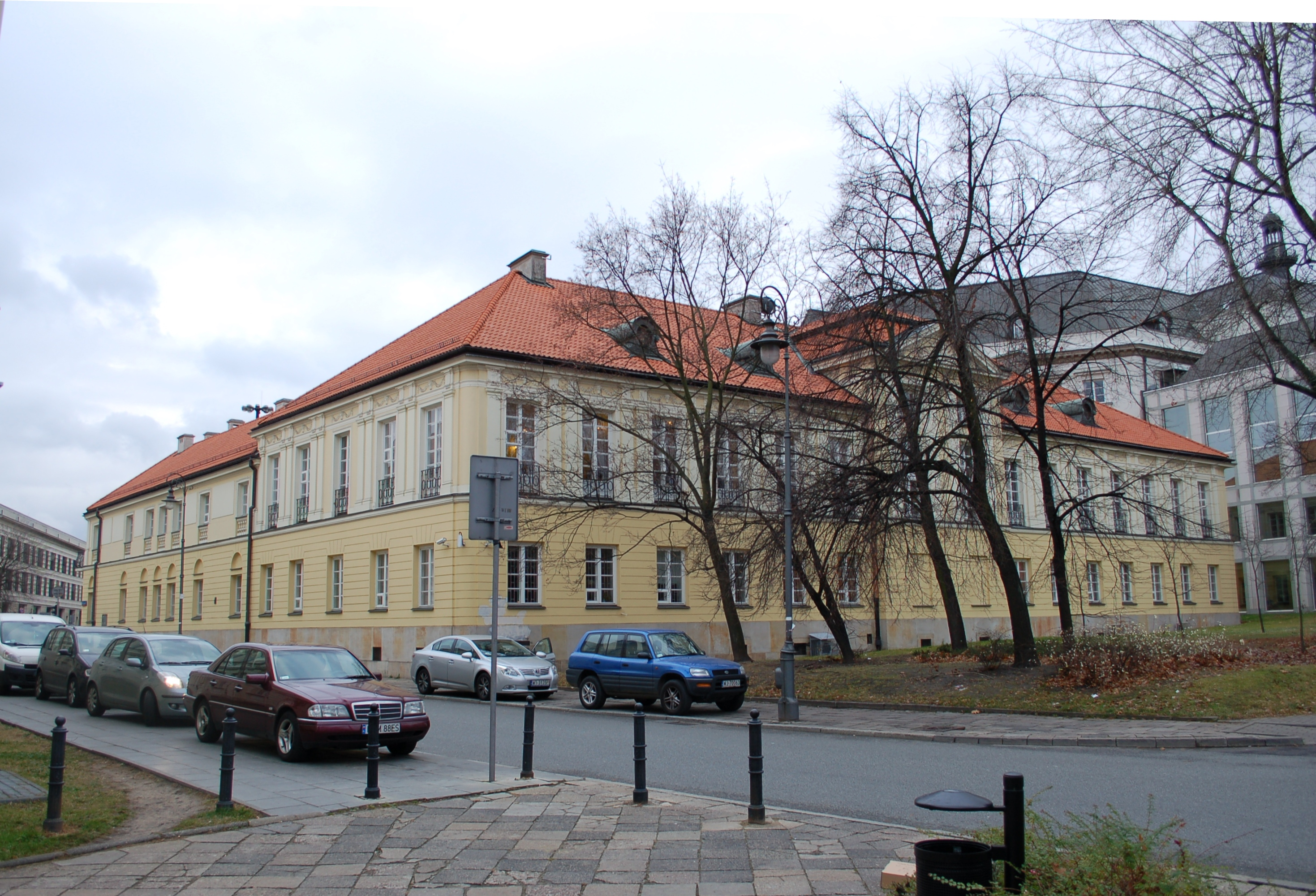
Facciata est del palazzo.
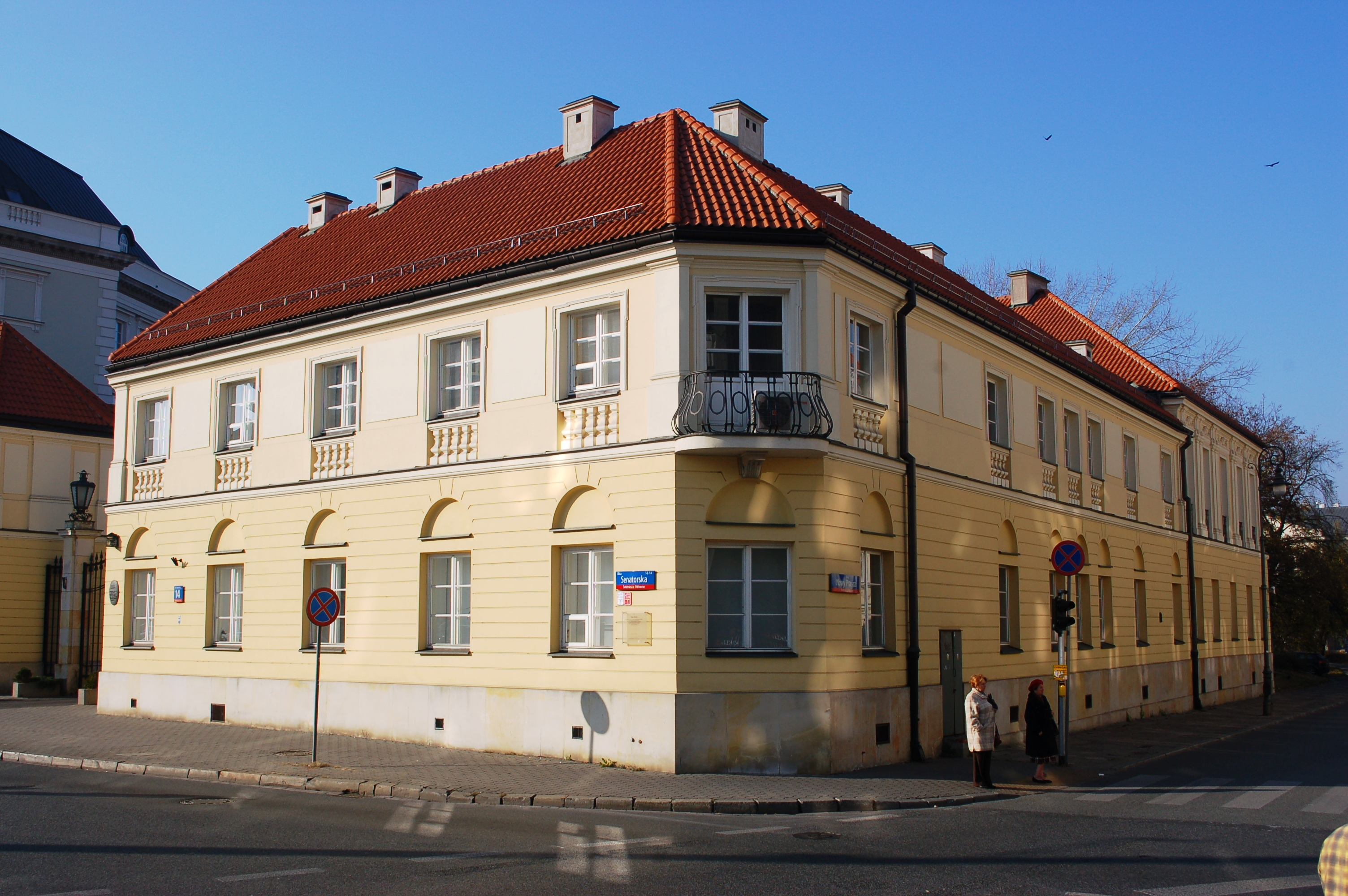
Il palazzo tra Ulica Senatorska e Nowy Przejazd .